# Ataenius parvus
Ataenius parvus är en skalbaggsart som beskrevs av Lea 1923. Ataenius parvus ingår i släktet Ataenius och familjen Aphodiidae. Inga underarter finns listade.